# Clarkia modesta
Clarkia modesta là một loài thực vật có hoa trong họ Anh thảo chiều. Loài này được Jeps. mô tả khoa học đầu tiên năm 1925.